# Vorbis
Проектът Vorbis е свободен софтуер с отворен код развиван от Xiph.Org Foundation (по-рано Xiphophorus company). Проектът дава спецификация на аудио-форматът и софтуерна реализация (кодек) за компресиране (със загуба на информация) на аудио. Най-често Vorbis се използва в Ogg контейнер и поради това е известен като Ogg Vorbis.
Vorbis е продължение на работата по разработване на аудио компресиране започната през 1993 от Chris Montgomery. Интензивна работа започва след писмото от септември 1998, в което Fraunhofer Society обявяват намерението си да изискват лицензни такси за използването на MP3 аудио формат. Проектът Vorbis започва като част от проекта Ogg на Xiphophorus company (още известен като OggSquish мултимедиен проект).
Chris Montgomery започва работа по проекта, подпомаган от разрастващ се кръг разработчици. Те продължават изчистването на кода докато файловия формат на Vorbis се финализира за версия 1.0 през май 2000 гXiph.Org Foundation. xiph.org Ogg Vorbis //   Посетен на 11 септември 2009.. Стабилна версия (1.0) излиза на 19 юли 2002 г.
Компанията Xiph.Org Foundation поддържа препоръчителната реализация, библиотеката libvorbis, последната версия на която е 1.2.3, излязла на 10 юли 2009 г. Съществуват някои оптимизирани проекти, най-забележим от които е aoTuV. Тази версия предлага по-добро качество, по-специално на ниските битрейти. Тези подобрения периодично се включват в препоръчителния код.

## Име
„Vorbis“ е персонаж от поредицата Светът на диска на Тери Пратчет, инквизитора Ворбис се появява в книгата Малки богове. Съответно, леля Ог е друг персонаж от Светът на диска, вещица, която се появява в няколко книги като Вещици в чужбина, обаче форматът Ogg не е наречен на нея. Терминът ogging всъщност идва от компютърната игра Netrek.

## Употреба
Форматът Vorbis е популярен сред поддръжниците на свободен софтуер.. Техните аргументи са, че с по-високото си качество и напълно свободна архитектура, необременена от патенти го правят подходящ за заместване на патентовани и ограничени формати, като MP3.
Vorbis може да се срещне в различни крайни продукти. Много заглавия на видео игри като 18 Wheels of Steel, Halo, Unreal Tournament 2004, Unreal Tournament 3, Mafia: The City of Lost Heaven, Grand Theft Auto: San Andreas, Crimsonland, Devil May Cry 3, Live For Speed и Guitar Hero: On Tour използват Vorbis кодиране на звука. Известни софтуерни плейъри поддържат Vorbis вътрешно или чрез външни плъгини. Много уебсайтове, включително Уикипедия, също го използват. Vorbis се използва се също от много национални радиостанции като CBC Radio, JazzRadio, Absolute Radio, NPR, Radio New Zealand и Deutschlandradio. Услугата за поточно аудио Spotify също използва Vorbis.

## Качество: Сравнение на кодеци
За много приложения предимствата при използването на Vorbis в сравнение с другите кодеци със загуба на информация са в това, че той не е обвързан с патенти, има отворен код и е свободен за използване, вграждане и модификации в зависимост от нуждите, при това компресираните файлове са по-малки отколкото при повечето други кодеци при съпоставимо или по-добро качество
Правени са много опити да се намери кодек с най-добро качество при различни битрейти. Някои заключения от слушателските тестове:
- Ниски битрейти (по-малко от 64 kbit/s): последните публични многоформатни тестове на 48 kbit/s показват, че aoTuV Vorbis осигурява по-добро качество от WMA и LC-AAC, същото качество като WMA Professional, и по-ниско качество от HE-AAC.[23]
- Средни до ниски битрейти (по-малко от 128 kbit/s до 64 kbit/s): индивидуални тестове на 80 kbit/s и 96 kbit/s показват, че aoTuV Vorbis е с по-добро качество от повечето кодеци със загуба на информация (LC-AAC, HE-AAC, MP3, MPC, WMA).[24][25]
- Високи битрейти (повече от 128 kbit/s): повечето хора не могат да открият значителни разлики. Тренирано слушателско ухо, обаче, може да открие значителни разлики между кодеците на еднакви битрейти, и тук aoTuV Vorbis се представя по-добре от LC-AAC, MP3, и понякога от MPC.[26]

Тези резултати, разбира се, е трудно да бъдат редовно обновявани, тъй като кодеците непрекъснато се подобряват.

### Слушателски тестове
Слушателските тестове обикновено се провеждат като ABX тестове, т.е. слушателят трябва да идентифицира непознат семпъл X като A или B, където A (оригиналът) и B (кодираната версия) се подават за сравнение на случаен принцип. Резултатът от тестовете трябва да бъде статистически значим. Тази постановка дава сигурност, че слушателят не е пристрастен, и е малко вероятно резултатът да е случаен. Ако семпълът X може да бъде идентифициран надеждно, слушателят може да зададе субективна оценка като на акачеството на кодека. В противен случай, кодираната версия се смята за прозрачна. По-долу са дадени връзки към някои резултати от слушателски тестове.
- 2005, юли – AAC с/у MP3 с/у Vorbis с/у WMA на 80 kbit/s. Показва aoTuV beta 4 като най-добър енкодер за класическа и друга разнообразна музика на този битрейт, като качеството е сравнимо с LAME ABR MP3 на 128 kbit/s.[24]
- 2005, август – AAC с/у MP3 с/у Vorbis с/у WMA на 96 kbit/s. Показва, че aoTuV beta 4 и AAC са най-добрите енкодери за класическа музика на този битрейт, като aoTuV beta 4 е най-добър енкодер за поп музика, дори по-добър от LAME на 128 kbit/s.[25]
- 2005, август – MPC с/у Vorbis с/у MP3 с/у AAC на 180 kbit/s. Слушателски тест за аудиофили, който показва, че за класическа музика beta 4 има 93% вероятност за най-добър кодек редом с MPC. MPC е най-близък с Vorbis, и на второ място с LAME.[26]

### Аудио качество: Характерни проблеми
Както при повечето модерни кодеци, най-често споменаваният проблем при Vorbis е пред-ехото, бледо копие на остра атака, което се появява преди действителния звук (звукът на кастанети най-често се споменава като причина за този проблем).
Когато битрейтът е твърде нисък за да кодира аудио с приемливи загуби, Vorbis вкарва 'аналогов' шум който се описва като реверберации в стая или амфитеатър.